# Crestet
Ne pas confondre avec Le Crestet, commune de l'Ardèche.
Crestet (en occitan provençal : Lou Crestet ou Lo Crestet) est une commune française située dans le département de Vaucluse, en région Provence-Alpes-Côte d'Azur.

## Géographie

### Accès et transports
La commune de Crestet est située au sud de la route départementale 938, entre Vaison-la-Romaine et Malaucène. L'autoroute la plus proche est l'autoroute A7, sortie no 21 Orange centre.
Crestet est desservie par la ligne 11 de TransVaucluse (Vaison-la-Romaine - Carpentras). Un arrêt unique se situe au niveau de la mairie.

### Sismicité
Les cantons de Bonnieux, Apt, Cadenet, Cavaillon, et Pertuis sont classés en zone Ib (risque faible). Tous les autres cantons du département de Vaucluse sont classés en zone Ia (risque très faible). Ce zonage correspond à une sismicité ne se traduisant qu'exceptionnellement par la destruction de bâtiments.

### Hydrographie
Crestet est arrosée par l'Ouvèze, ainsi que d'autres ruisseaux qui l'alimentent, notamment le Groseau.

### Climat
Pour des articles plus généraux, voir Climat de Provence-Alpes-Côte d'Azur et Climat de Vaucluse.
En 2010, le climat de la commune est de type climat méditerranéen franc, selon une étude du Centre national de la recherche scientifique s'appuyant sur une série de données couvrant la période 1971-2000. En 2020, Météo-France publie une typologie des climats de la France métropolitaine dans laquelle la commune est dans une zone de transition entre le climat de montagne et le climat méditerranéen et est dans la région climatique  Provence, Languedoc-Roussillon, caractérisée par une pluviométrie faible en été, un très bon ensoleillement (2 600 h/an), un été chaud (21,5 °C), un air très sec en été, sec en toutes saisons, des vents forts (fréquence de 40 à 50 % de vents > 5 m/s) et peu de brouillards. 
Pour la période 1971-2000, la température annuelle moyenne est de 13,4 °C, avec une amplitude thermique annuelle de 16,9 °C. Le cumul annuel moyen de précipitations est de 798 mm, avec 6,1 jours de précipitations en janvier et 3,3 jours en juillet. Pour la période 1991-2020, la température moyenne annuelle observée sur la station météorologique de Météo-France la plus proche, « Puyméras », sur la commune de Puyméras à 6 km à vol d'oiseau, est de 14,2 °C et le cumul annuel moyen de précipitations est de 700,2 mm. 
La température maximale relevée sur cette station est de 41,1 °C, atteinte le 28 juin 2019 ; la température minimale est de −10 °C, atteinte le 7 février 2012,,. 
Les paramètres climatiques de la commune ont été estimés pour le milieu du siècle (2041-2070) selon différents scénarios d'émission de gaz à effet de serre à partir des nouvelles projections climatiques de référence DRIAS-2020. Ils sont consultables sur un site dédié publié par Météo-France en novembre 2022.

## Urbanisme

### Typologie
Au 1er janvier 2024, Crestet est catégorisée commune rurale à habitat dispersé, selon la nouvelle grille communale de densité à sept niveaux définie par l'Insee en 2022.
Elle est située hors unité urbaine. Par ailleurs la commune fait partie de l'aire d'attraction de Vaison-la-Romaine, dont elle est une commune de la couronne,. Cette aire, qui regroupe 14 communes, est catégorisée dans les aires de moins de 50 000 habitants,.

### Occupation des sols
L'occupation des sols de la commune, telle qu'elle ressort de la base de données européenne d’occupation biophysique des sols Corine Land Cover (CLC), est marquée par l'importance des forêts et milieux semi-naturels (51,3 % en 2018), une proportion identique à celle de 1990 (51,3 %). La répartition détaillée en 2018 est la suivante : 
forêts (51,3 %), zones agricoles hétérogènes (32,1 %), cultures permanentes (16,5 %). L'évolution de l’occupation des sols de la commune et de ses infrastructures peut être observée sur les différentes représentations cartographiques du territoire : la carte de Cassini (XVIIIe siècle), la carte d'état-major (1820-1866) et les cartes ou photos aériennes de l'IGN pour la période actuelle (1950 à aujourd'hui).

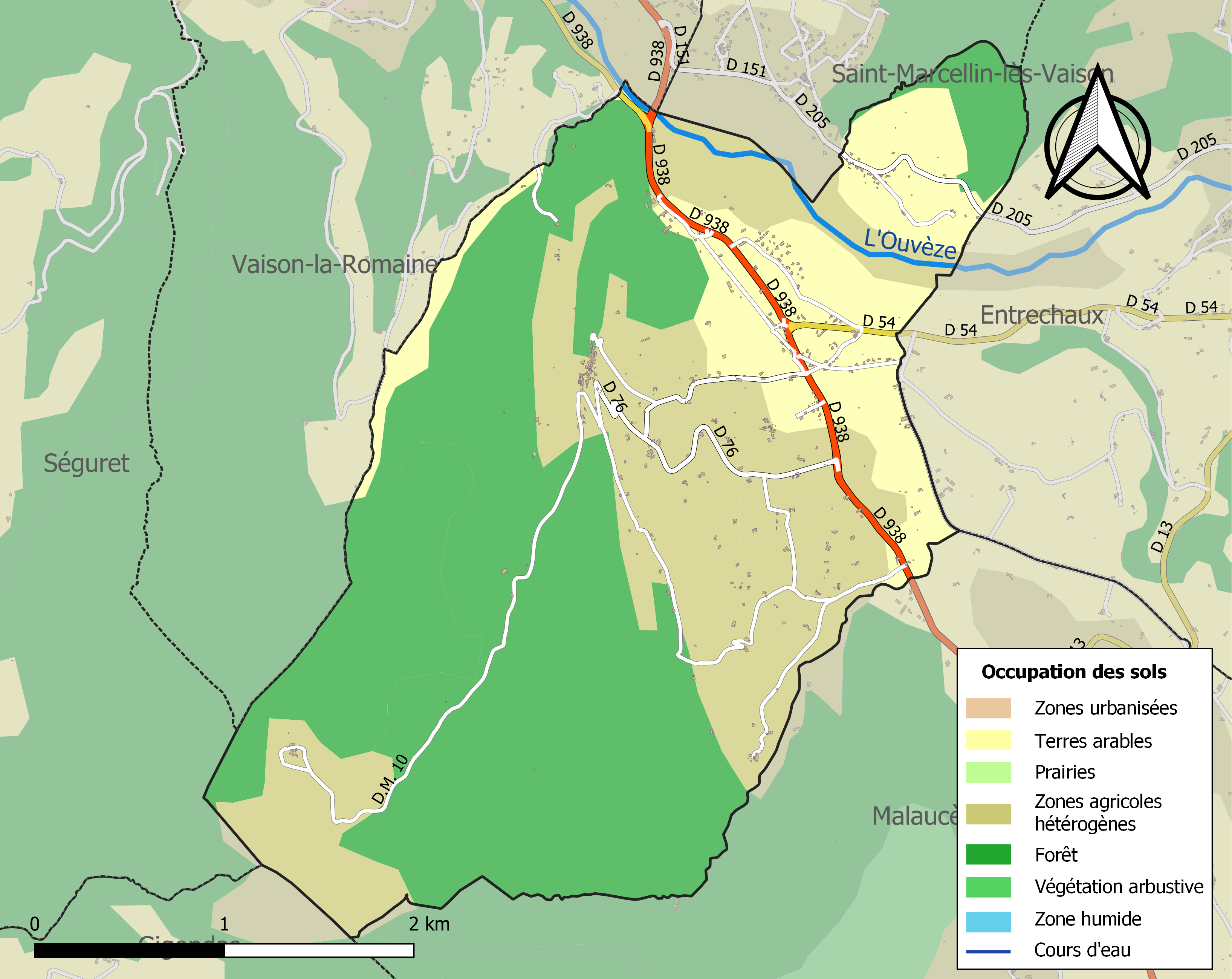
Carte des infrastructures et de l'occupation des sols de la commune en 2018 (CLC).

## Histoire

### Antiquité
Le territoire actuel du Crestet dépendait de la confédération des Voconces. Sur celui-ci ont été exhumés, lors de fouilles, un autel aux Nymphes Percenes, une stèle, un cippe funéraire épigraphique au quartier de Chabrières et des tombes à mobilier sur celui de Pabas.

### Moyen Âge
En conflit ouvert avec l'évêque de Vaison, Raymond de Toulouse, comte de Provence, attaqua et détruisit le siège épiscopal contraignant le prélat à se réfugier à Crestet où il possédait château. Puis, il assiégea celui-ci et s'en empara en 1189. L'évêque fut contraint de chercher refuge au château d'Entrechaux.
L'affaire n'en resta pas là. Les troupes épiscopales ayant brûlé le château comtal et massacré la garnison, par deux fois, Raymond VI, en 1238, puis Raymond VII, en 1251, attaquèrent le palais épiscopal de Vaison. L'évêque se réfugia à nouveau au Crestet et décida d'y rester.

### Renaissance

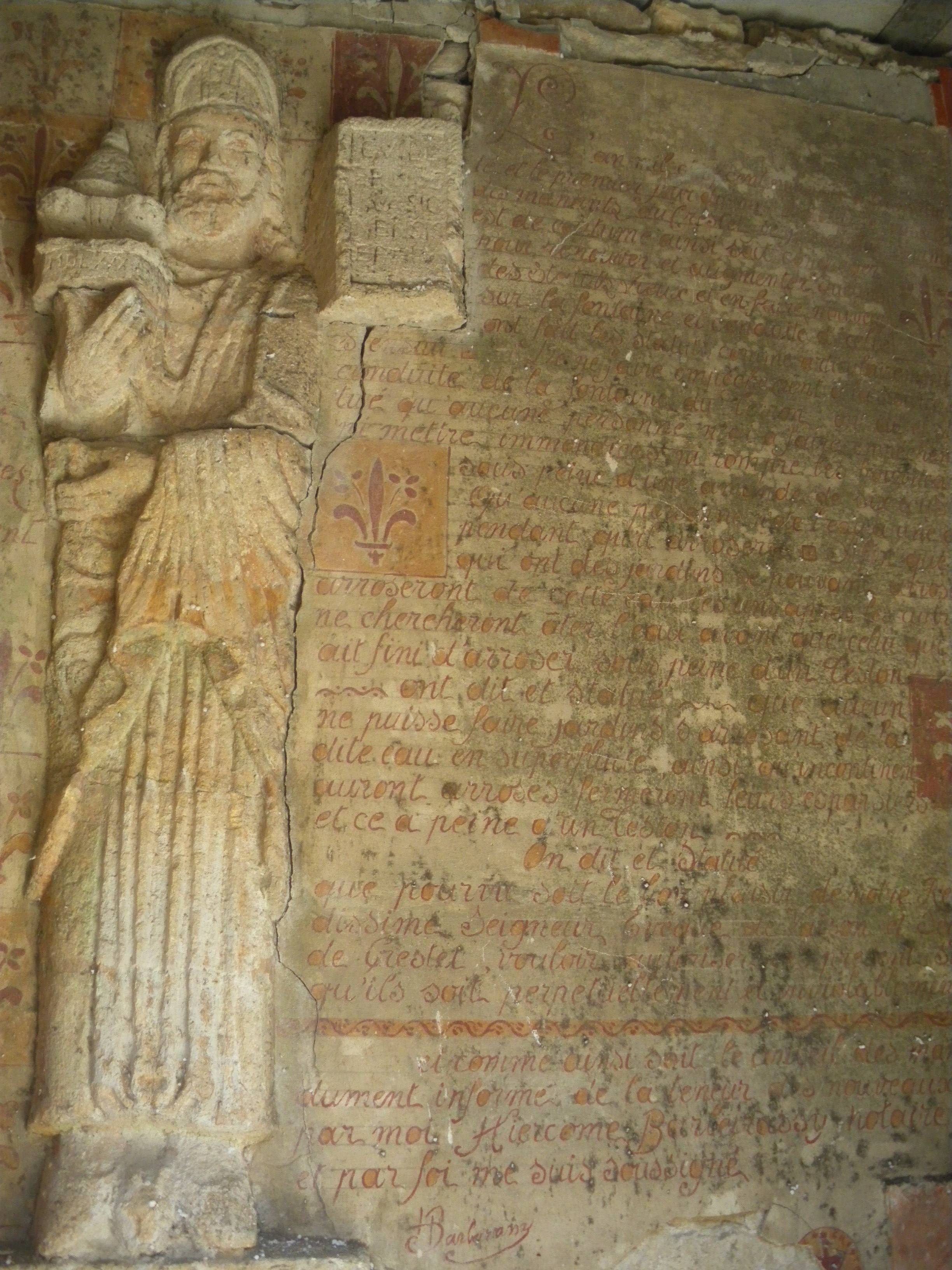
Statue de Guillaume II de Cheisolme à Crestet (sculpture XX es)

Au cours du mois de juillet 1563, les religionnaires assiégèrent le Crestet avec 1 500 fantassins, 500 cavaliers et quatre canons. Ils se heurtèrent à une défense organisée (grêle de balles, jets de pierres et de pots à feu). Les assaillants laissèrent sur le terrain 150 morts et se retirèrent avec 300 blessés. Ils décidèrent à nouveau de recommencer en 1574, alors que Henri III séjournait à Avignon et réussirent à s'emparer du château de l'évêque par escalade.
Les prélats de Vaison, guerre finie, retournèrent dans leur cité épiscopale en 1585.

### Période moderne
Le 12 août 1793 fut créé le département de Vaucluse, constitué des districts d'Avignon et de Carpentras, mais aussi de ceux d'Apt et d'Orange, qui appartenaient aux Bouches-du-Rhône, ainsi que du canton de Sault, qui appartenait aux Basses-Alpes.
Dans la seconde moitié du XIXe siècle, se développa sur la commune une industrie liée à l'argile (tuiles et briques).

### Période contemporaine
De 1907 à 1952, la ville possède une gare sur la Ligne d'Orange à Buis-les-Baronnies, aujourd'hui une école .
À partir de 1930, René Durieux, un sculpteur installé au Crestet, exposa certaines de ses œuvres dans les rues de son village. Les plus célèbres furent un Bacchus, aujourd'hui volé, et une Cérès. Le village abrite le Centre régional d'art et de sculpture.
Pour permettre la liaison ferroviaire entre Orange et Le Buis, le Pont du Moulin est construit en 1905. La voie ferrée fonctionna jusqu'en 1953.
Son vignoble produit des ventoux AOC.

### Toponymie
1108 castrum Cresti (bref du pape Paschal I à l’évêque Rostang, retranscrit par Boyer de Sainte Marthe dans son livre sur l’histoire cathédrale de Vaison, annexes p. 21). 1185 castris de Cresteto (Gallia Christiana édition de 1715 Ecclesia Vasionensis XXVII), De l’occitan crestet, diminutif de crest, désignant la petite crête descendant du mont Saint Maurice, sur laquelle sont perchés le château et le village.

### Héraldique
| Blason de Crestet | Les armes peuvent se blasonner ainsi : D'azur à la tour d'or, ouverte du champ, maçonnée de sable, accostée des lettres C et R capitales aussi d'or. |

## Politique et administration

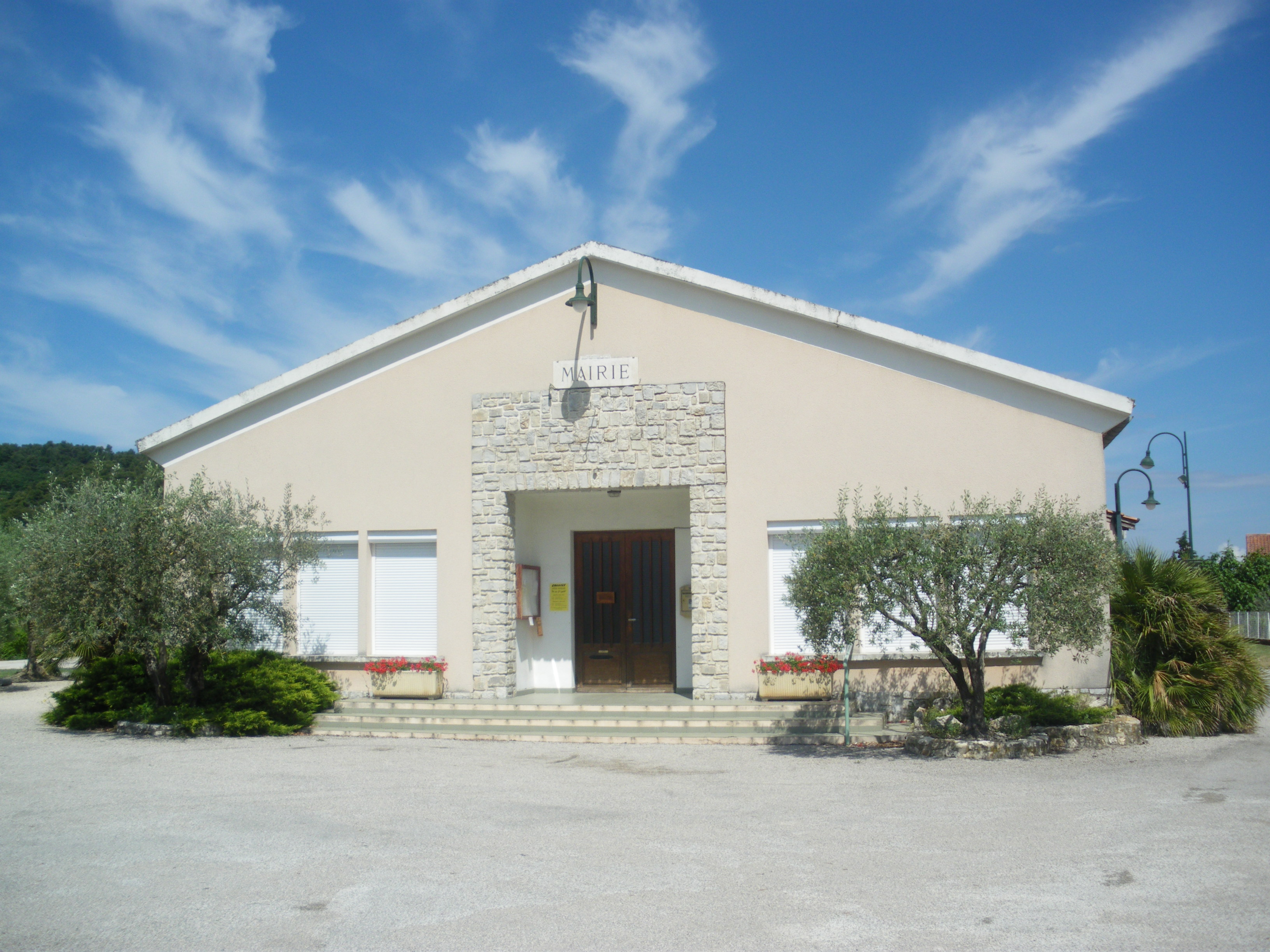
Mairie du Crestet.

| Période                                  | Période | Identité            | Étiquette | Qualité |
| ---------------------------------------- | ------- | ------------------- | --------- | ------- |
| 1983                                     | 1993    | Julien Plantevin    |           |         |
| 1993                                     | 2013    | Georgette Guintrand |           |         |
| 2014                                     | 2020    | Florence Bertrand   |           |         |
| Les données manquantes sont à compléter. |         |                     |           |         |

### Intercommunalité
La commune fait partie de la communauté de communes Pays Vaison Ventoux, qui fait elle-même partie du syndicat mixte d'aménagement de l'Aygues et du syndicat mixte d'aménagement du bassin de l'Ouvèze (SIABO).

### Fiscalité
| Taxe                                                | part communale | Part intercommunale | Part départementale | Part régionale |
| --------------------------------------------------- | -------------- | ------------------- | ------------------- | -------------- |
| Taxe d'habitation (TH)                              | 6,60 %         | 0,00 %              | 7,55 %              | 0,00 %         |
| Taxe foncière sur les propriétés bâties (TFPB)      | 9,80 %         | 0,00 %              | 10,20 %             | 2,36 %         |
| Taxe foncière sur les propriétés non bâties (TFPNB) | 29,00 %        | 0,00 %              | 28,96 %             | 8,85 %         |
| Taxe professionnelle (TP)                           | 00,00 %        | 16,98 %             | 13,00 %             | 3,84 %         |

La Part régionale de la taxe d'habitation n'est pas applicable.

## Démographie
L'évolution du nombre d'habitants est connue à travers les recensements de la population effectués dans la commune depuis 1793. Pour les communes de moins de 10 000 habitants, une enquête de recensement portant sur toute la population est réalisée tous les cinq ans, les populations de référence des années intermédiaires étant quant à elles estimées par interpolation ou extrapolation. Pour la commune, le premier recensement exhaustif entrant dans le cadre du nouveau dispositif a été réalisé en 2007.

En 2022, la commune comptait 418 habitants, en évolution de +1,95 % par rapport à 2016 (Vaucluse : +1,73 %, France hors Mayotte : +2,11 %).
| 1793 | 1800 | 1806 | 1821 | 1831 | 1836 | 1841 | 1846 | 1851 |
| ---- | ---- | ---- | ---- | ---- | ---- | ---- | ---- | ---- |
| 367  | 361  | 463  | 455  | 532  | 535  | 530  | 530  | 514  |

| 1856 | 1861 | 1866 | 1872 | 1876 | 1881 | 1886 | 1891 | 1896 |
| ---- | ---- | ---- | ---- | ---- | ---- | ---- | ---- | ---- |
| 539  | 536  | 542  | 489  | 485  | 451  | 437  | 413  | 381  |

| 1901 | 1906 | 1911 | 1921 | 1926 | 1931 | 1936 | 1946 | 1954 |
| ---- | ---- | ---- | ---- | ---- | ---- | ---- | ---- | ---- |
| 330  | 313  | 326  | 318  | 316  | 326  | 310  | 314  | 268  |

| 1962 | 1968 | 1975 | 1982 | 1990 | 1999 | 2006 | 2007 | 2012 |
| ---- | ---- | ---- | ---- | ---- | ---- | ---- | ---- | ---- |
| 291  | 269  | 297  | 326  | 404  | 432  | 467  | 473  | 409  |

| 2017 | 2022 | - | - | - | - | - | - | - |
| ---- | ---- | - | - | - | - | - | - | - |
| 412  | 418  | - | - | - | - | - | - | - |

## Économie

### Agriculture
Le vignoble produit des vins classés en ventoux (AOC). Les vins qui ne sont pas en appellation d'origine contrôlée peuvent revendiquer, après agrément, le label Vin de pays de la Principauté d'Orange.

### Tourisme
Tourisme viticole (caves de dégustation) et tourisme de randonnées (plusieurs circuits pédestres et vélo à proximité). On trouve sur la commune plusieurs gîtes et chambres d'hôtes qui permettent l'accueil des touristes.

## Équipements ou Services

### Enseignement
La commune fait partie avec St-Marcellin-lès-Vaison d'un RPI, les écoles sont de ce fait regroupées : St Marcellin lès Vaison prend en charge les élèves des deux villages de la maternelle au CE2, Crestet du CM1 au CM2, une navette relie les deux écoles, ensuite les élèves sont affectés au collège Joseph-d'Arbaud à Vaison-la-Romaine, puis vers le lycée Stéphane Hessel à Vaison-la-Romaine.

### Sports
La commune compte une amicale de bouliste, ainsi qu'un tennis club.

### Santé
- 2 médecins généralistes sont installés sur la commune depuis octobre 2018.
On trouve sur la commune voisine de Vaison-la-Romaine :
- un centre médico-social (rue Laënnec) avec des consultations PMI, le planning familial, etc.,
- des médecins généralistes, dentistes, un cabinet de radiologie et d'échographie, plusieurs pharmacies,
- deux maisons de retraite et un foyer logement,
- un centre hospitalier muni d'un service d'urgences et où quelques spécialistes assurent des consultations externes.

## Vie locale

### Cultes

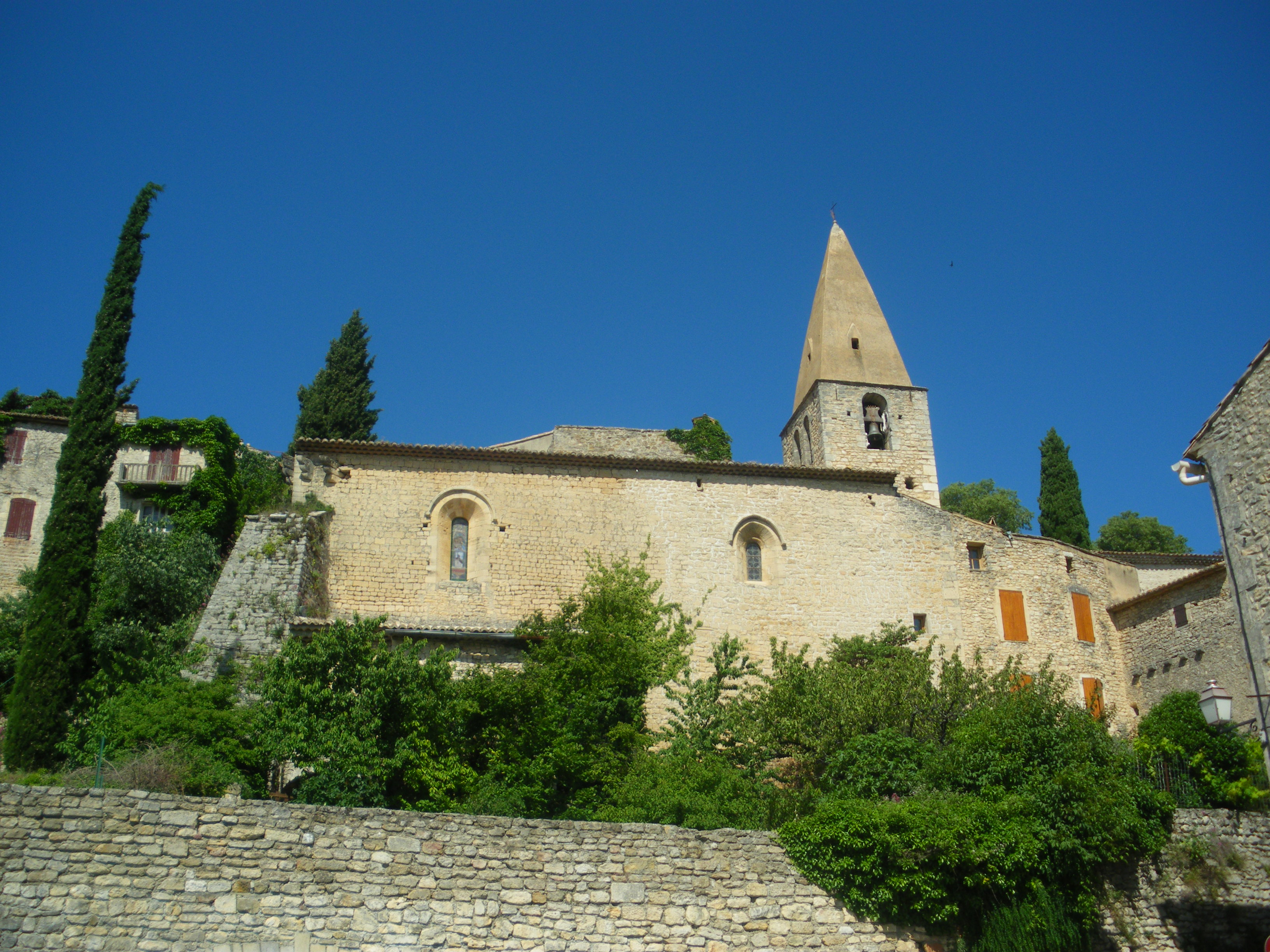
Église Saint-Sauveur.

La construction de l'église du village date de 890. Elle est réaménagée par l'ajout de trois chapelles, en 1380, 1495 et 1563. Elle n'est dédiée à saint Sauveur qu'en 1760.

### Écologie et recyclage
La collecte et traitement des déchets des ménages et déchets assimilés et la protection et mise en valeur de l'environnement se font dans le cadre de la communauté de communes Pays Vaison Ventoux. Il existe une déchetterie à l'entrée de Vaison-la-Romaine et une décharge à gravats à Villedieu.
La commune est incluse dans la zone de protection Natura 2000 « l'Ouvèze et le Toulourenc », sous l'égide du ministère de l'Écologie, de la DREAL Provence-Alpes-Côte-d'Azur, et du MNHN (service du patrimoine naturel).

## Culture locale et patrimoine

### Lieux et monuments
- Le château du IXe siècle

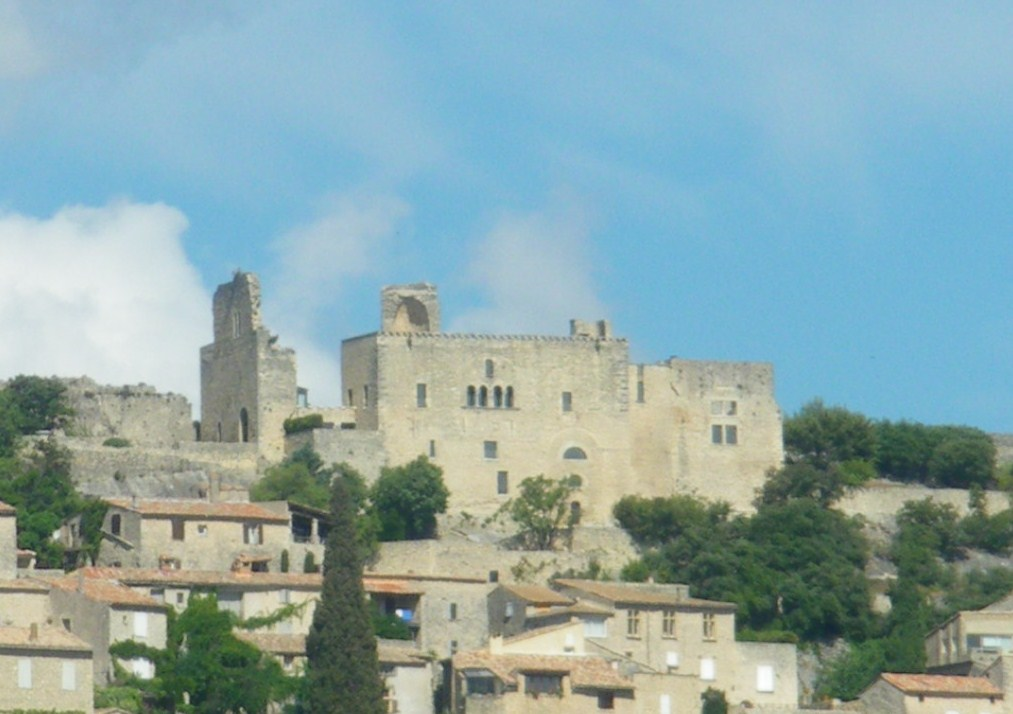
Château de Crestet.

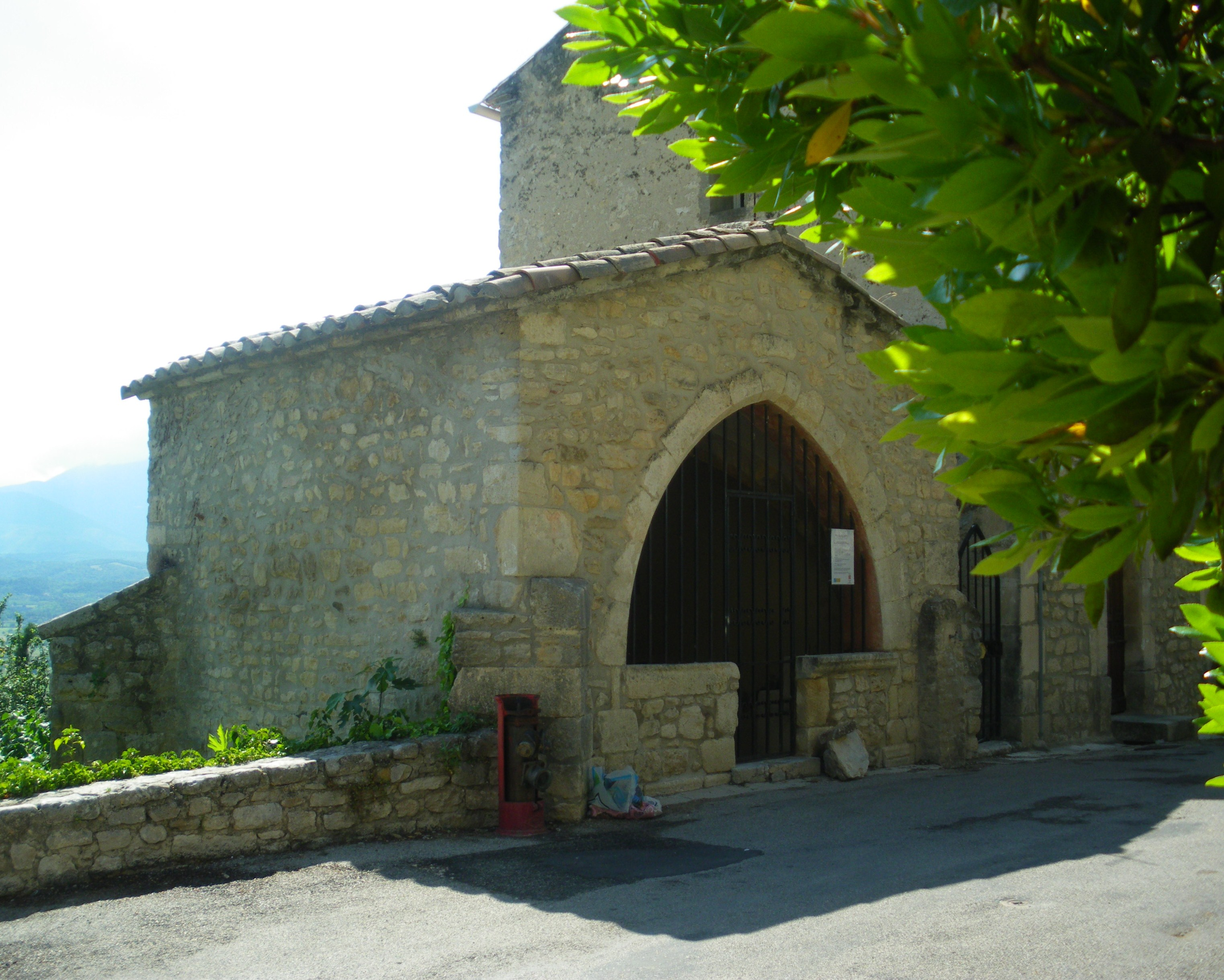
Chapelle de l'Annonciade.

- L'église Saint-Sauveur-et-Saint-Sixte de Crestet. L'édifice a été inscrit au titre des monuments historiques en 1988[34].
- Chapelle de l'Annonciade, du XVIe siècle
- Atelier de Claude et François Stahly (inscrit MH)

### Personnalités liées à la commune
- Roger Anger, l'architecte d'Auroville, était propriétaire du château[35].
- Jacques Cortès, évêque de Vaison, mort et enterré au Crestet en 1570[36].
- René Durieux (1898-1952), peintre, mort à Crestet.
- Ferdinand Piéchaud (1890-1958), médecin, professeur à la Faculté de médecine de Bordeaux, propriétaire d'une maison de la vieille ville.
- Charley Schmitt, historien du village et de son environnement. Une plaque rappelle son nom sur la place du château.
- Jean-Bernard Plantevin, chanteur, auteur, interprète d'expression provençale.